# Asfarviridae
Asfarviridae es una familia de virus ADN que infectan animales y protistas. Contienen un genoma de ADN bicatenario en su genoma y por lo tanto pertenecen al Grupo I de la Clasificación de Baltimore. El nombre procede de un acrónimo: African swine fever and related viruses. 

## Taxonomía
Incluye los siguientes géneros:
- Asfivirus
- Faustovirus
- Dinodnavirus
- Kaumoebavirus
- Pacmanvirus

Casi todos los miembros con excepción de Asfivirus infectan protistas y están ampliamente distribuidos en los ambientes marinos. El género Asfivirus es el único clasificado por el ICTV, sin embargo los restantes géneros recientemente identificados que infectan protistas todavía no están clasificados en el ICTV.

## Descripción
Los viriones constan de una cápside rodeada de una envoltura vírica y un complejo nucleoproteico que almacena las enzimas necesarias para la replicación. La cápside es icosaédrica (T = 189-217) con un diámetro de 172-191 nm y tiene un contorno hexagonal. Los capsómeros miden 13 nm de diámetro con 1892-2172 de estos por cápside. Los viriones contienen más de 50 proteínas, incluidas varias enzimas y factores necesarios para la transcripción y el procesamiento tempranos del ARNm. El genoma es de ADN bicatenario lineal, de entre 170 y 190 kilobases por longitud y codifican entre 151 y 167 genes. Su contenido de guanina + citosina es del 39%. La proteína mayor del virión esta codificada por un fragmento genómico único de ~2000 pb y 13 exones separados por 12 intrones grandes. Los exones tienen una longitud media de 149 pb y los intrones tienen una longitud media de 1273 pb. Unas pocas regiones intergénicas contienen un conjunto de repeticiones en tándem cortas. Los viriones son sensibles al éter, el cloroformo y el desoxicolato, y se inactivan a 60 °C en 30 minutos, pero sobreviven durante años a 20 °C o 4 °C.
La replicación viral se produce en el citoplasma. La entrada en la célula huésped se logra mediante la unión de proteínas virales a los receptores del huésped, que median la endocitosis. La replicación sigue el patrón de desplazamiento de la cadena de ADN. La plantilla de ADN de transcripción es el método de transcripción. Los viriones maduran brotando la membrana plasmática y abandonando la célula huésped por transporte viral microtubular hacia el exterior. Las rutas de transmisión son por difusión pasiva o fagocitosis de partículas virales en protistas. En animales se pueden transmitir por vectores en los cerdos, contacto directo o fomites.
Diversos animales como cerdos, garrapatas, abalones y diversos protistas como protozoos y dinoflagelados sirven como huéspedes naturales. En el cerdo doméstico, estos virus son los responsables de la peste porcina africana. 
Asfarviridae muestra relación evolutiva y algunas similitudes en la estructura y estrategias de replicación del genoma con Poxviridae, pero el virión tiene una estructura diferente al de los poxvirus y varias otras propiedades los distinguen del otro grupo.

## Filogenia
Los análisis filogenéticos han encontrado las siguientes relaciones entre los virus:
|  | Faustovirus |
|  |             |
|  | Pacmanvirus |
|  |             |

|  | Dinodnavirus |
|  |              |
|  | Asfivirus    |
|  |              |

|  | Faustovirus |
|  |             |
|  | Pacmanvirus |
|  |             |

|  | Dinodnavirus |
|  |              |
|  | Asfivirus    |
|  |              |

|  | Faustovirus |
|  |             |
|  | Pacmanvirus |
|  |             |

|  | Dinodnavirus |
|  |              |
|  | Asfivirus    |
|  |              |

|  | Faustovirus |
|  |             |
|  | Pacmanvirus |
|  |             |

|  | Dinodnavirus |
|  |              |
|  | Asfivirus    |
|  |              |

|  | Faustovirus |
|  |             |
|  | Pacmanvirus |
|  |             |

|  | Dinodnavirus |
|  |              |
|  | Asfivirus    |
|  |              |

|  | Faustovirus |
|  |             |
|  | Pacmanvirus |
|  |             |

|  | Dinodnavirus |
|  |              |
|  | Asfivirus    |
|  |              |

|  | Faustovirus |
|  |             |
|  | Pacmanvirus |
|  |             |

|  | Dinodnavirus |
|  |              |
|  | Asfivirus    |
|  |              |

|  | Faustovirus |
|  |             |
|  | Pacmanvirus |
|  |             |

|  | Dinodnavirus |
|  |              |
|  | Asfivirus    |
|  |              |

|  | Faustovirus |
|  |             |
|  | Pacmanvirus |
|  |             |

|  | Dinodnavirus |
|  |              |
|  | Asfivirus    |
|  |              |

|  | Faustovirus |
|  |             |
|  | Pacmanvirus |
|  |             |

|  | Dinodnavirus |
|  |              |
|  | Asfivirus    |
|  |              |

|  | Faustovirus |
|  |             |
|  | Pacmanvirus |
|  |             |

|  | Dinodnavirus |
|  |              |
|  | Asfivirus    |
|  |              |

|  | Faustovirus |
|  |             |
|  | Pacmanvirus |
|  |             |

|  | Dinodnavirus |
|  |              |
|  | Asfivirus    |
|  |              |

|  | Faustovirus |
|  |             |
|  | Pacmanvirus |
|  |             |

|  | Dinodnavirus |
|  |              |
|  | Asfivirus    |
|  |              |

|  | Faustovirus |
|  |             |
|  | Pacmanvirus |
|  |             |

|  | Dinodnavirus |
|  |              |
|  | Asfivirus    |
|  |              |

|  | Faustovirus |
|  |             |
|  | Pacmanvirus |
|  |             |

|  | Dinodnavirus |
|  |              |
|  | Asfivirus    |
|  |              |

|  | Faustovirus |
|  |             |
|  | Pacmanvirus |
|  |             |

|  | Dinodnavirus |
|  |              |
|  | Asfivirus    |
|  |              |